# Batalla de Madonna del Olmo
La batalla de Madonna del Olmo (en italiano, Madonna dell'Olmo) o batalla de Cuneo, librada el 30 de septiembre de 1744 en las inmediaciones de la localidad italiana de Cuneo, enfrentó a las tropas hispano-francesas de Luis Francisco I de Borbón-Conti contra el ejército del rey Carlos Manuel III de Cerdeña. Este último intentaba levantar el asedio de Cuneo, pero fue derrotado por las tropas de Luis Francisco. Sin embargo, la ciudad no llegó a ser tomada y el ejército hispano-francés acabó retirándose del Piamonte.

## La batalla
El 30 de septiembre de 1744 tiene lugar la batalla de Madonna del Olmo, paraje de las inmediaciones de la ciudad de Cuneo, Italia, a unos 90 km al sudoeste de Turín. Dicha fecha constituye la jornada más gloriosa en la historia del Regimiento Lusitania. La batalla fue consecuencia del avance de las tropas piamontesas, mandadas por el propio rey sardo, Carlos Manuel, que amenazaban con romper la línea del frente hispano-francesa en el sector situado entre Madonna del Olmo y Lyonais.
Las tropas hispano-francesas despliegan con su flanco derecho apoyado en el convento y, el ala izquierda, en una serie de casas de campo aisladas. Disponen de 26 batallones de infantería y 4000 jinetes, que se sitúan en dos líneas.
Defendiendo el convento, los Dragones de Edimburgo desmontados. En la izquierda del dispositivo, en primera línea, los regimientos franceses de Languedoc, Chavoc y Comisario General, junto con los españoles de Guardias de Corps, Carabineros Reales, Granaderos Reales, Montesa y Dragones de la Reina. En segunda línea, Caballería del Príncipe y Sevilla, Dragones de Numancia y Lusitania. Los de Frisa y Pavía, según el parte oficial de la batalla “... quedaron a sostener la derecha, el primero apoyando la infantería española y el segundo la francesa, y fueron los que más padecieron sufriendo inmóviles el fuego...” El Regimiento Calatrava quedó en reserva.
Los sardos cuentan con 32 batallones y otros tantos escuadrones. Los piamonteses, conscientes de su inferioridad en tropas montadas, adoptan la solución de cubrir su derecha y parte del centro con caballos de Frisia (obstáculo insalvable para los jinetes). El ataque de la infantería sarda se produjo por la parte de su frente que habían dejado libre.
Los sardos alinearon los siguientes regimientos de caballería: Real Piamonte, Saboya y Draqones de Su Majestad, del Genovesado, de la Reina y de Piamonte. En reserva quedaron las compañías de carabineros de todos los cuerpos y la Guardia de Corps. Estas fuerzas se situaron al abrigo de los caballos de Frisia.
En los sucesivos asaltos que realizaron, emplearon tropas selectas: Compañías de Granaderos reunidas e infantería ligera croata, además de la Brigada de Saboya. A pesar de sus numerosas bajas, estas fuerzas no cejan en sus intentos, hasta que logran abrir brecha en el dispositivo de las fuerzas hispano-francesas, concretamente donde se encontraba el Regimiento de Infantería de Lyonnais. Pero las unidades del ala izquierda de éste, los Dragones de Frisia y Pavía, se mantienen en sus posiciones. Gracias a ello, dos cuerpos provenientes de la segunda línea, Numancia y Lusitania, tienen tiempo para acudir al punto amenazado. Ambos, pie a tierra, entran en fuego inmediatamente, consiguiendo detener la progresión de los contrarios. No satisfecho con esto, el Lusitania pasa al contraataque. Sus hombres intentan, mediante sucesivas cargas, buscar el flanco de la columna atacante, pero son a su vez enfilados desde la izquierda por el fuego de los sardos, que disparan al abrigo de los caballos de Frisia. Ello, unido a la difícil compartimentación del terreno, a base de canalillos y acequias, acabó por desorganizar al Regimiento.
Dos tercios del Lusitania quedan fuera de combate. Pero, para entonces, han acudido nuevas unidades, incluido un batallón francés, que toma a la bayoneta la batería que apoyaba el ataque del rey sardo. Este intentará de nuevo romper la línea hispano-francesa, sin lograrlo. Los contraataques de sus adversarios tampoco tendrán mayor éxito; así, fracasa una carga del Pavía a caballo.
Pero estaba claro que el mismo Rey Carlos Manuel no iba a poder auxiliar a Cuneo. Al anochecer, se retira. La batalla le había costado 3.500 muertos y heridos, 800 prisioneros, tres piezas y otras tantas banderas. Los aliados perdieron 2.000 hombres. Socorrida la plaza de Cuneo por los aliados del rey sardo, y habiendo firmado el Marqués de la Mina la decisión de regresar de nuevo a Saboya y al Delfinado, el Lusitania se acantona en Niza el 18 de noviembre, donde repuso sus bajas con nuevos efectivos y ganado. El Lusitania será premiado, debido a su heroico comportamiento en la batalla de Madonna del Olmo, con la concesión de un nuevo privilegio, caso único en los anales de la caballería: llevar tres calaveras con las tibias cruzadas en las bocamangas.
Posteriormente, las tres calaveras se cambiaron por tres triángulos, para indicar que el Regimiento siempre era igual a sí mismo. Más tarde y, según la tradición, dado que dichas figuras geométricas se podían interpretar como un símbolo masónico, se sustituyeron por tres botones. Asimismo, se le concedió al Regimiento Lusitania, como emblema, una calavera y dos tibias, y el derecho a ostentar en su Estandarte una corbata negra en recuerdo de esta batalla. En lo sucesivo se podrá comprobar que el negro será una constante, como color de la divisa, en casi todos los uniformes que habrán de usar sus componentes junto con las divisas "Vencimos en Tamames" y "Lusitania Tessera Onmi Armatura Fortier" (Los valientes del Lusitania no necesitan armadura".